# Crisi degli oppioidi negli Stati Uniti
La crisi degli oppioidi negli Stati Uniti, chiamata anche epidemia o crisi degli oppioidi, è un'emergenza sanitaria pubblica che fra la fine degli anni novanta e il 2023 ha provocato più di un milione di overdosi letali da oppioidi legali, come i farmaci ad azione analgesica, e illegali, come l'eroina. 
Scaturita da una combinazione di fattori sociali, culturali e demografici, che sono stati aggravati dalla trascuratezza della politica – la questione oppioidi è stata riconosciuta come un problema di rilevanza nazionale soltanto nel 2017 dall'amministrazione Trump – l'epidemia causa più di cento morti al giorno negli Stati Uniti e si stima che abbia procurato danni all'economia nazionale per oltre cinquecento miliardi di dollari.

## La storia
I Centers for Disease Control and Prevention (CDC) descrivono l'epidemia di oppioidi negli Stati Uniti come arrivata in tre ondate. Tuttavia, recenti ricerche indicano che dal 2016 gli Stati Uniti stanno vivendo la quarta ondata dell'epidemia di oppioidi. L'epidemia è iniziata con l'iperprescrizione e l'abuso di farmaci da prescrizione. Tuttavia, poiché nel 2016 i farmaci da prescrizione sono diventati meno accessibili in risposta alle linee guida del CDC sulla prescrizione di oppioidi, si è verificato un aumento della domanda e dell'accessibilità alle alternative illecite e più economiche agli oppioidi, come l'eroina e il fentanyl.

## Le cause
Gli studiosi concordano sull'esistenza di una concatenazione di fattori all'origine della crisi degli oppioidi e del suo progressivo peggioramento. L'abuso di massa di farmaci e droghe oppioidi ad azione sedativa, antidolorifica e antidepressiva da parte della popolazione americana inizia negli anni Novanta e aumenta lentamente ma gradualmente nel corso degli anni, senza conoscere fasi regressive, fino a raggiungere condizioni epidemiche nella seconda metà degli anni 2010.
Generalmente si contestualizzanno il sorgere e l'esistenza della crisi all'interno del diffuso malessere sociale e disagio psicologico negli Stati Uniti, che nel nuovo secolo si è manifestato nell'aumento straordinario dello stragismo, della depressione clinica e dei suicidi, mentre alle grandi casi farmaceutiche, ai cartelli della droga messicani e ai produttori di oppio e di precursori chimici degli oppioidi con base in Cina vengono imputate a vario titolo delle responsabilità nella sua continuazione.

### Il ruolo delle case farmaceutiche
Nel 2018 la Johnson & Johnson ha iniziato a essere bersagliata da una serie di azioni legali aventi come oggetto il suo presunto ruolo nell'aggravamento dell'epidemia degli oppioidi. Nell'Idaho, la multinazionale è stata portata sul banco degli imputati con l'accusa di avere una responsabilità parziale nei decessi per overdose da oppioidi.
Il primo grande processo contro la J&J è iniziato in Oklahoma nel maggio 2019 e si è concluso con una sentenza che è stata definita storica: l'ordine di pagare 572 milioni di dollari per i danni umani e sociali provocati dai prodotti della casa farmaceutica.

### Il ruolo di Cina e narcotrafficanti messicani
Diversi esponenti della politica, della politologia e dell'intelligence degli Stati Uniti hanno accusato la Cina di essere dietro l'aggravamento della crisi degli oppioidi, che starebbe alimentando per mezzo del rifornimento di precursori chimici di farmaci e di droghe oppioidi ai principali cartelli della droga messicani coinvolti nel loro traffico, in particolare Sinaloa e Jalisco - Nuova Generazione, con l'obiettivo di indebolire e distruggere il tessuto sociale americano. L'ipotesi trova fondamento teorico in un trattato militare cinese risalente al 1999, in Italia noto come Guerra senza limiti, in cui si parlava della possibilità di arruolare criminalità organizzata e droghe nell'armamentario delle guerre ibride.
La tesi della guerra ibrida è sostenuta da politici repubblicani come Nikki Haley e Mike Pompeo, dal politologo Thomas Ferguson e dall'esperto di sicurezza Casey Fleming, ed è stata suffragata dalle operazioni della DEA che hanno sgominato una pluralità di sodalizi sino-messicani e dalle indagini Ellyptic e Chainalysis sui Darknet specializzati nella compravendita di sostanze stupefacenti, che hanno appurato l'esistenza di legami estesi tra il «complesso criminale-industriale cinese» e i narcotrafficanti messicani e statunitensi. 
Le evidenze della partecipazione delle Triadi e dell'industria chimico-farmaceutica cinese alla rete coinvolta nell'immissione di eroina e versioni illegali di farmaci oppioidi negli Stati Uniti hanno inciso negativamente nelle relazioni bilaterali dei due paesi. L'amministrazione Trump ha introdotto le prime sanzioni nei confronti dei produttori cinesi sospettati di rifornire cartelli messicani e trafficanti statunitensi del suddetto materiale. La presidenza Biden, oltre a proseguire la politica delle sanzioni mirate, ha annunciato l'intenzione di formare una coalizione internazionale contro il traffico di stupefacenti volta a complicare l'arrivo dell'oppio cinese nei porti latinoamericani.

## L'impatto
Un modello analitico, effettuato sulla popolazione statunitense di età pari o superiore a 12 anni, ha rilevato che "in mancanza di cambiamenti, si prevede che 484.429 individui moriranno per overdose fatale da oppioidi" tra il 2020 e il 2029.
Una legge denominata END FENTANYL Act (Eradicating Narcotic Drugs and Formulating Effective New Tools to Address National Yearly Losses of Life) è stata promulgata dal presidente Biden il 18 marzo 2024 per prevenire il contrabbando di questa sostanza.
La portavoce della Casa Bianca, Karoline Leavitt, il 31 gennaio 2025 ha affermato che i dazi imposti dal presidente Trump contro Canada e Messico sono una risposta al "fentanyl illegale che essi hanno prodotto e autorizzato a distribuire nel nostro Paese, provocando la morte di decine di milioni di americani".

## Nella cultura popolare
Hollywood ha svolto un ruolo importante nella sensibilizzazione dell'opinione pubblica e della stessa classe dirigente sulla pericolosità per il tessuto sociale rappresentata dall'epidemia degli oppioidi. L'industria dell'intrattenimento degli Stati Uniti ha realizzato documentari, film e miniserie sul fenomeno, dei quali i più culturalmente significativi, per il successo al botteghino, per il riscontro della critica e/o per l'influenza esercitata sulla politica, sono Dopesick - Dichiarazione di dipendenza, una produzione Hulu del 2021, The Crime of The Century, una produzione HBO del 2021, Painkiller, una produzione Netflix del 2023, e il film con cast corale Confini e dipendenze, anch'esso del 2021.